# Pont du cours de Vincennes
Le pont du cours de Vincennes est un pont ferroviaire de Paris, en France, utilisé par l'ancienne ligne de Petite Ceinture.

## Situation
Le pont franchit le cours de Vincennes, à cheval sur les 12e et 20e arrondissements de Paris, à proximité de la porte de Vincennes. À cet endroit, l'ancienne ligne de Petite Ceinture passe au travers des îlots d'habitation sur un remblai nettement plus haut que le sol (à peu près à la hauteur du 1er étage des immeubles). Le pont permet donc le franchissement des voies de circulation, qu'il effectue entre les numéros 101 et 103 sur le côté nord et 108 et 112 sur le côté sud ; le pont, rectiligne, est perpendiculaire au cours de Vincennes.

## Caractéristiques
Il s'agit d'un pont métallique s'appuyant au nord sur une culée et présentant un mince tablier d'environ 90 m de long pour 10 m de large. Celui-ci est muni de chaque côté d'un garde-corps à barreaudage vertical et s'appuie sur six rangées de quatre colonnes de fonte, régulièrement espacées.
À son extrémité sud, le pont repose sur un ouvrage de maçonnerie et débouche directement sur le pont de la rue de la Voûte, avec lequel il forme un ensemble continu de 130 m de long.
Depuis la mise en service des tramways des lignes T3a et T3b, leur terminus à la porte de Vincennes est situé directement sous le pont.

## Historique
Le pont actuel date des années 1886-1889. La gare de l'avenue de Vincennes est alors directement située au nord de celui-ci.
La service de transport des voyageurs sur la ligne de Petite Ceinture prend fin le 23 juillet 1934. Néanmoins, la ligne connait un important trafic de fret et de trains de jonctions contournant Paris jusqu'en 1993. Depuis, le trafic sur la ligne est fortement limité, bien que celle-ci soit toujours inscrite à l'inventaire du réseau ferré national.

## Galerie de photographies

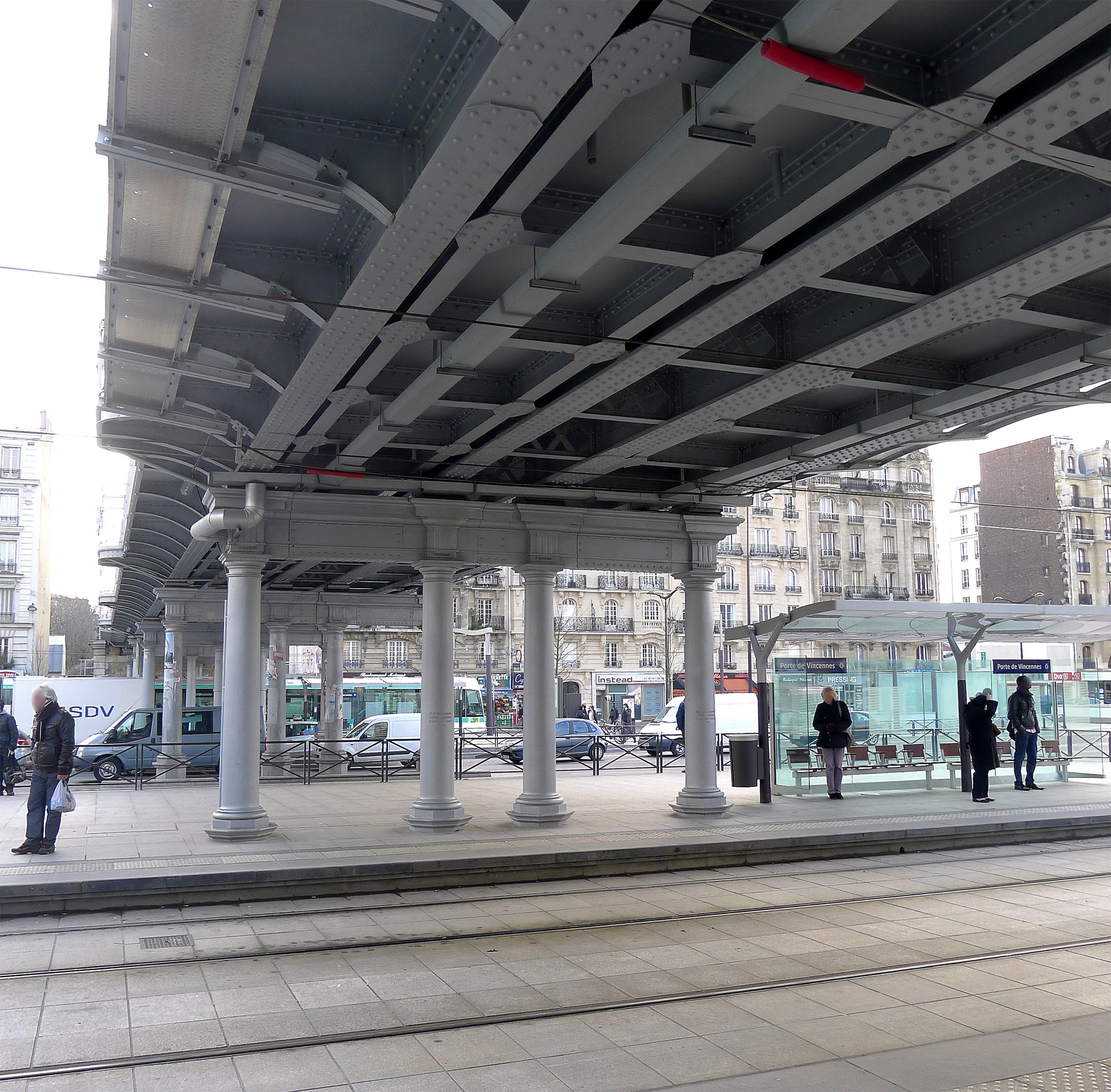
Détail du pont.
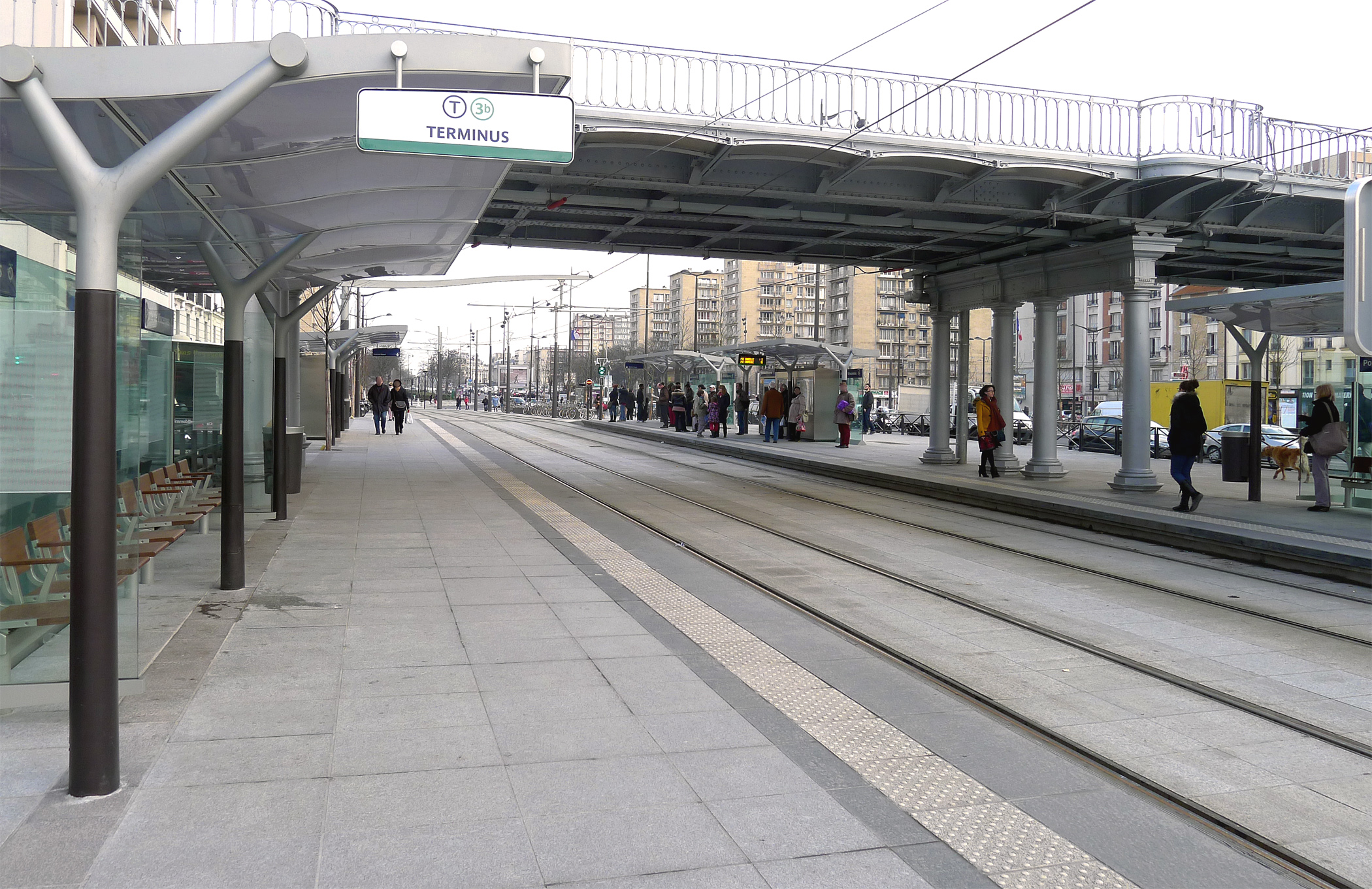
Détail du pont.
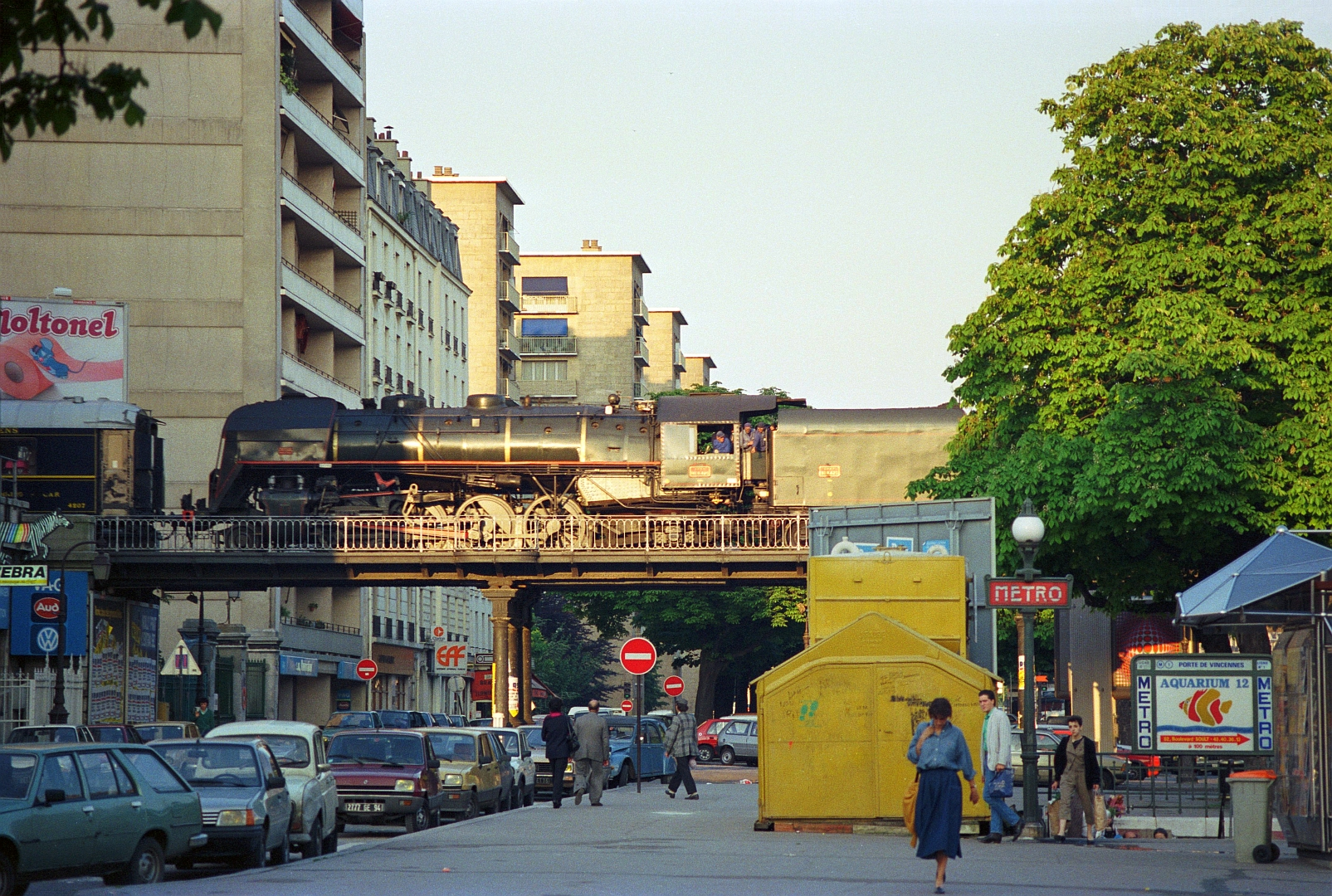
Un train à vapeur franchit le pont en 1987.